# Ramón Vega Hidalgo
Ramón Vega Hidalgo (Santiago, 1 de febrero de 1934-ibídem, 7 de mayo de 2014) fue un comandante en jefe de la Fuerza Aérea de Chile. En 1998 fue nombrado senador institucional, cargo que ejerció en el periodo 1998-2006.

## Biografía

### Carrera militar
Ingresó a la Fuerza Aérea de Chile, donde obtuvo el grado de piloto de guerra. Luego se incorporó a la Fuerza Aérea de Estados Unidos, graduándose con el mismo título. También alcanzó los títulos de oficial de Estado Mayor, de profesor militar en Logística y Planificación, y de ingeniero en Aerofotogrametría.
Como piloto tuvo diversas destinaciones y obtuvo numerosos ascensos, siendo primero comandante del Grupo de Aviación N.º 10 en la Academia de Guerra Aérea, jefe del Estado Mayor del Comando Logístico, Agregado Aéreo y Militar en Inglaterra, comandante en jefe de la Guarnición Aérea de la Región Metropolitana y de la Segunda Brigada Aérea, presidente del Comité Asuntos Espaciales de Chile y director de Operaciones e inspector general y jefe del Estado Mayor General.
Llegó a ser comandante en Jefe de la Fuerza Aérea de Chile entre 1991 y 1995. En julio de ese año se acogió a retiro.

### Historial militar
Su historial de ascensos en la Fuerza Aérea es el siguiente:
- 1957: Cadete de la Escuela de Aviación del Capitán Manuel Ávalos Prado
- 1960: Subteniente
- 1964: Teniente
- 1968: Capitán
- 1972: Comandante de Escuadrilla
- 1976: Comandante de Grupo
- 1982: Coronel
- 1987: General de Brigada
- 1990: General de Aviación
- 1991: General del Aire

### Vida civil
Paralelamente a sus funciones militares, durante la dictadura militar desempeñó los puestos públicos de jefe de Gabinete del ministro de Agricultura, inspector General del Ministerio de Transportes y Telecomunicaciones, y miembro de la Comisión Chilena de Límites del Ministerio de Relaciones Exteriores.
Se desempeñaba en su trabajo particular como ingeniero, cuando fue nombrado senador institucional, por el Consejo de Seguridad Nacional, en su calidad de excomandante en Jefe de la Fuerza Aérea, por el período senatorial 1998-2006. Integró la Comisión Permanente de Educación, Cultura, Ciencia y Tecnología, la de Medio Ambiente y Bienes Nacionales, y la Comisión Especial Mixta de Presupuestos.
Fue procesado el 19 de agosto de 1995, ya retirado de la Fuerza Aérea, por el pago de USD 15 millones en comisiones no contempladas en los contratos para adquirir 25 aviones Dassault Mirage 5, en 1994, caso de corrupción conocido como caso Mirage. Producto de la investigación del ministro en visita Omar Astudillo, Vega fue detenido en enero de 2009 en la base aérea El Bosque, tras ser notificado del procesamiento en su contra como autor del delito de malversación de caudales públicos, imputándosele haber recibido comisiones por 2,9 millones de dólares durante el proceso de compra de los aviones. El juez Astudillo esgrimió que «el proceso evidencia la realización de operaciones bancarias en beneficio de sus dos hijas, de su hijo y del cónyuge de una de sus hijas, relativas a dineros que derivan directamente o que no pueden sino provenir del precio pagado por Chile con motivo de la compra de los aviones Mirages».
En agosto de 2009 tuvo un accidente cardiovascular del que se recuperó. Falleció en 2014, tras lo cual fue sobreseído como autor de delito de malversación de caudales públicos que se le imputaba.